# José Andrés Burguete
José Andrés Burguete Torres (Lumbier, 21 de octubre de 1964) es un político español que desarrolla su labor política en Navarra.
Profesor como vocación profesional, como político ha sido alcalde de Lumbier entre 1991 y 1999. También fue diputado foral en la VI legislatura (entre 2003 y 2007) y presidió su partido, Convergencia de Demócratas de Navarra de 2008 hasta su disolución en 2011. Más tarde acabaría afiliándose a Unión del Pueblo Navarro.
Desde julio de 2023 es directivo del Club Atlético Osasuna.

## Biografía
José Andrés Burguete nació el 21 de octubre de 1964 en la localidad navarra de Lumbier. Se diplomó en Magisterio por la Escuela de Magisterio de Pamplona y ha ejercido como profesor de Educación física en el centro educativo Isterria (Ibero) de Caja Navarra, puesto del que se encuentra en excedencia desde el año 1989.

### Carrera política
Burguete se presentó en las elecciones municipales de 1987 en Lumbier, logrando una concejalía en el consistorio presidido por José María Juanto Vicente (Agrupación Lumbier). Nuevamente presentado como candidato a la alcaldía de Lumbier en 1991, esta vez como candidato a alcalde, sería elegido por la Agrupación Independiente Lumbier, que obtuvo 5 de los 9 concejales en juego.
Burguete fue alcalde de Lumbier durante dos legislaturas consecutivas (de 1991 a 1995 y de 1995 a 1999), ya que en los comicios de 1995 la Agrupación Independiente de Lumbier obtuvo una nueva mayoría absoluta, en esta ocasión con 6 de los 9 concejales. En su segunda vez como alcalde, entre 1995 y 1999, compaginó su puesto de alcalde con el de presidente de la Federación Navarra de Municipios y Concejos.
A finales de la década de 1990, Burguete se unió al partido político Convergencia de Demócratas de Navarra (CDN), escisión de Unión del Pueblo Navarro y liderado por Juan Cruz Alli. CDN había conseguido 10 de los 50 escaños del Parlamento de Navarra en las anteriores elecciones forales de 1995 y Burguete estuvo presente en la candidatura para las elecciones forales de 1999. En esta ocasión los de Alli sólo obtuvieron 3 diputados, ocupando Burguete el cuarto puesto de la candidatura y quedando fuera del hemiciclo hasta noviembre de 1999, cuando sustituyó a Javier del Castillo Bandrés, segundo de la lista.
Tras las elecciones al parlamento navarro de mayo de 2003 revalidó el acta como parlamentario foral de CDN y fue nombrado consejero de Medio Ambiente, Ordenación del Territorio y Vivienda del Gobierno de Navarra presidido por tercera vez por Miguel Sanz (UPN) gracias a una coalición entre UPN y CDN. En los comicios de 2007 volvió a ser electo diputado foral por la mínima con los dos escaños conseguidos por CDN.
Se convirtió en el presidente de la CDN en marzo de 2008, tras la dimisión del anterior líder Juan Cruz Alli, puesto que ocupó hasta 2011, cuando se disolvió el partido tras varias elecciones consecutivas tanto municipales como forales registrando una disminución de voto y tras no haber obtenido escaño en las elecciones forales de 2011.
En febrero de 2018 se afilió a Unión del Pueblo Navarro por mediación de José Javier Esparza, que en septiembre del mismo año lo nombró para reorganizar el argumentario de UPN de cara a la campaña para las Elecciones al Parlamento de Navarra de 2019. En las elecciones, a las que UPN acudió como parte de la coalición electoral Navarra Suma, José Andrés Burguete ocupó el 23.º lugar de la candidatura que al obtener ésta 20 escaños, no bastaron para que Burguete regresara al hemiciclo 8 años después.
En 2023 no estuvo presente en la candidatura de UPN al Parlamento, pero sí fue nomrbado directivo del Club Atlético Osasuna en julio de ese mismo año.

### Vida personal
Está casado y tiene tres hijos.